# Warren Worthington III
Pour les articles homonymes, voir Angel et Archangel.
Warren Worthington, alias Angel, est un super-héros évoluant dans l'univers Marvel de la maison d'édition Marvel Comics. Créé par le scénariste Stan Lee et le dessinateur Jack Kirby, le personnage de fiction apparaît pour la première fois dans le comic book X-Men (vol. 1) #1 en septembre 1963.
Angel est un mutant membre des X-Men, également membre pendant un temps de Facteur-X. Il a fait aussi partie durant un certain temps des Champions de Los Angeles en compagnie de Ghost Rider, Hercule, la Veuve Noire et du mutant Iceberg. Il était à la fois membre du groupe et celui qui finançait ce groupe.
Initialement connu sous le nom de Angel, il porte successivement les noms de code l'Ange Vengeur, Angel, Mort, Archangel et à nouveau Angel.

## Biographie du personnage

### Origines: les X-Men
Warren Worthington, troisième du nom, naît à Centerport (Long Island), dans l'État de New York. Ses parents sont Kathryn Worthington et Warren Worthington Jr. Alors qu'il étudie dans une école privée à l'adolescence, des ailes aux plumes blanches commencent à lui pousser dans le dos. Dans un premier temps, il se sent anormal, mais commence à accepter sa différence et à aimer ses nouvelles capacités, dès lors qu'il peut les utiliser pour s'envoler et aider les gens. Lors de l'incendie de son dortoir, il sauve ainsi de nombreuses personnes en se déguisant, se faisant passer pour un ange.
Poursuivant l'idée, il continue à aider les habitants de New York sous les traits d'un justicier, ce qui attire l'attention du Professeur Xavier qui lui propose d'intégrer son école. Il commence donc à fréquenter l'école Westchester pour Jeunes Surdoués de Xavier, où celui-ci entraîne les jeunes mutants à contrôler leurs pouvoirs et les utiliser à faire le bien. Prenant le nom de code Angel, il devient l'un des membres fondateurs de l'équipe de super-héros nommés les X-Men.
Ensemble, l'équipe des X-men connait de nombreuses aventures.
Quatre des cinq membres fondateurs (sauf Cyclope) quittent l'équipe car ils veulent s'émanciper.

### Les champions de Los Angeles
Par la suite, Angel hérite une fortune de ses parents milliardaires et fonde un nouveau groupe de super-héros : Les Champions de Los Angeles. Il finance ce groupe et notamment le gratte-ciel qui les héberge. L'équipe est dirigée par la Veuve noire. Les autres membres sont Iceberg (son meilleur ami chez les X-men), Hercule (au langage ampoulé), Le motard-fantôme et Ivan (le chauffeur et père adoptif de la Veuve noire). Plus tard, la russe Darkstar se joindra à eux. Ils font face à de nombreux adversaires successifs. Ils collaborent avec l'Étranger pour éviter qu'une bombe détruise la terre.

### Facteur-X
Bien plus tard, Angel devient membre de Facteur-X, composé d’anciens membres des X-Men (Cyclope, Jean Grey, etc.). Lors du massacre des Morlocks par l'équipe des Maraudeurs dans les égouts de New York, ses ailes sont gravement endommagées. Sa blessure s'infecte et les médecins doivent l'amputer (on apprendra plus tard que Cameron Hodge (en) manigança pour que l'amputation soit la solution choisie). Devenu dépressif à la suite de cette amputation, Warren tente de se suicider en avion. Mais Apocalypse le sauve lors de l'explosion de l'appareil.
Celui-ci lui greffe de grandes ailes métalliques, modifie son apparence en lui donnant une peau bleue et le nomme Mort (le Quatrième Cavalier). Conditionné, il attaque ses anciens collègues X-Men mais réussit à reprendre le contrôle de lui-même lorsqu'il croit avoir tué son ami Iceberg. Il brise alors l'influence d'Apocalypse et retourne chez Facteur-X, cette fois sous le nom de « Dark Angel ». Après les évènements relatifs à Inferno (en), il prend nom de code Archangel.
Par la suite, il entretient une liaison de longue durée avec la mutante Psylocke. C'est alors que ses ailes naturelles repoussent par-dessous leur version métallisée, finissant par les briser.
Dans un combat contre Black Tom Cassidy, il découvre que son sang a des propriétés régénératrices, et sa pâleur bleutée vire à un rose intense. Il reprend alors le nom d'Angel et noue une relation sentimentale avec Paige Guthrie, alias Husk, la petite sœur de Sam Guthrie (Rocket). Ils font tous les deux une pause et s'absentent de leurs équipes respectives, mais finissent par revenir.
Warren se rend ensuite à Genosha où il aide Xavier à la reconstruction du pays.

### World War Hulk
Lors de l'évènement World War Hulk, Angel fait partie des Renégats, un groupe officieux qui tente de calmer la rage de Hulk plutôt que de le combattre. Ses partenaires sont Hercule, Namora et Amadeus Cho.

### Le retour d'Archangel
Dans la nouvelle série X-Force, Angel est brutalement attaqué par Félina, sous emprise mentale. Elle lui arrache les ailes et les ramène aux Purificateurs. Ces derniers savaient que ses ailes contenaient un agent chimique appartenant à Apocalypse et l'utilisèrent pour créer des soldats aux ailes métalliques. Elixir réussit à guérir Angel, mais ses ailes ne repoussèrent pas.

## Les idylles d'Angel
Tout d'abord amoureux de Jean Grey, comme les autres X-Men, Warren Worthington sort finalement avec Candy Southern.
Il a ensuite une liaison avec Dazzler, puis l'agent de police Charlotte Jones.
Il vit par la suite une intense idylle avec la version japonaise de Psylocke, jusqu'à la mort de celle-ci, et a bien du mal à s'en remettre, même avec Paige Guthrie qu'il abandonne ensuite, la jugeant trop jeune par rapport à lui.

## Pouvoirs, capacités et équipement

### Capacités
En complément de ses pouvoirs, Warren Worthington est un combattant au corps à corps doué, particulièrement compétent dans le combat aérien à mains nues. Il a été formé au combat par Charles Xavier puis par Psylocke, pendant l’époque où les deux sortaient ensemble. Angel a aussi bénéficié de l'entraînement de Wolverine, de la Veuve noire et d'Hercule.
C'est par ailleurs un homme d’affaires compétent, possédant une fortune personnelle qui le place dans les rangs inférieurs du classement des 500 individus les plus riches du Fortune 500.

### Pouvoirs
Angel est un mutant dont le principal pouvoir est sa capacité de voler dans les airs grâce à ses ailes. Celles-ci ont une force supérieure qui lui donne la possibilité de soulever des charges jusqu'à 90 kg, en plus de son propre poids. Ses ailes ont un squelette extrêmement flexible, ce qui permet à Angel de les plaquer contre son dos sans trop déformer ses vêtements, sous lesquels elles ne forment qu'une légère bosse.
À l'instar des oiseaux, il possède des os creux et son organisme assimile la nourriture plus efficacement que la normale. Il ne grossit pas et sa masse musculaire est supérieure aux humains. Ses yeux sécrètent un fluide lacrymal très important, ce qui lui évite d'avoir les yeux endommagés par la vitesse lorsqu’il vole. Ses poumons contiennent une membrane qui lui permet d'extraire l'oxygène de l'air pendant ses vols à haute vitesse, ou en altitude.
Il vole généralement en dessous de la couche nuageuse (15 000 pieds) mais peut atteindre 20 000 pieds sans trop d'effort. À son maximum, il est capable d'atteindre une altitude de 30 000 pieds, record pour un oiseau (équivalent à la hauteur du mont Everest), mais seulement pour quelques minutes. En s'économisant au maximum, il peut voler pendant douze heures d'affilée. Sa vitesse de croisière normale est de quelque 500 km/h, mais il peut atteindre 650 km/h en piqué et peut voler une demi-heure sans aide du vent à 600 km/h.
Lors de sa transformation par Apocalypse, il a subi une greffe d'ailes métalliques, plus grandes et plus complexes que ses ailes d'origine. Ces nouvelles ailes pouvaient se replier encore plus facilement sous ses habits. Très tranchantes, elles semblaient parfois animées d'une volonté propre, si bien qu'Angel mit quelque temps à les maîtriser. Elles pouvaient également, en plus de blesser, lancer des « plumes » métalliques enduites d'un anesthésiant qui neutralisait la personne touchée pendant un certain temps. Angel perdit ensuite ses ailes métalliques et retrouva ses ailes d'origine, mais avec les pouvoirs de ses ailes métalliques.
Fruit d'une mutation secondaire, il dispose d'une capacité à se régénérer qui lui vient de son sang. Celui-ci, en transfusion, permet aussi de soigner ses compagnons. Ce pouvoir a cependant des limites, car il lui est impossible de soigner des blessures mortelles.
Depuis qu'il est revenu parmi les X-Men à l'issue du Messiah Complex, Angel peut revêtir au choix son apparence d’Homo superior Angel, avec des ailes de plumes, ou l'apparence de Mort, le Cavalier d'Apocalypse, avec une peau de couleur bleue et des ailes de métal.

### Équipement
Angel porte souvent un harnais en cuir qui l’aide à dissimuler ses ailes sous ses vêtements. Quand son épiderme avait acquis une coloration bleue, il utilisait également un inducteur d’image holographique, ce qui lui permettait de retrouver son apparence normale.
Pendant une brève période, il a manié l’Épée d’âme de l’Exilée Magik. Sous son identité de l’Ange vengeur, il portait un revolver chargé de balles creuses remplies de gaz étourdissant.

## Apparitions dans d'autres médias
Sauf indication contraire, les informations mentionnées dans cette section peuvent être confirmées par la base de données cinématographiques IMDb,  présente dans la section « Liens externes ».
| |  |  |
| Ben Foster (à g.) incarne Angel dans X-Men : L'Affrontement final (2006), troisième opus de la 1re trilogie X-Men et Ben Hardy (à dr.) dans X-Men : Apocalypse (2016), troisième opus de la tétralogie préquelle. |  |  |

### Films
Interprété par Ben Foster dans la première trilogie X-Men
- 2006 : X-Men : L'Affrontement final réalisé par Brett Ratner – Il ne participe pas à la bataille finale contre Magnéto, mais y sauve son père qui tombait du toit de son laboratoire.

Interprété par Ben Hardy dans la deuxième trilogie X-Men
- 2016 : X-Men : Apocalypse réalisé par Bryan Singer – Angel participe à des combats de mutants en cage dans un club clandestin. Peu après, Apocalypse le retrouve pour faire de lui l'un de ses quatre cavaliers. Il devient alors la Mort.

### Télévision
- 2000-2003 : X-Men: Evolution (série d'animation)
- 2008-2009 : Wolverine et les X-Men (série d'animation)